# Охридска пъстърва
Охридската пъстърва или летницата (на латински: Salmo letnica, в местния говор пастърмка, на македонска литературна норма: пастрмка) е сладководна риба от семейство Пъстървови, обитаваща Охридското езеро. През 50-те и 60-те години на ХХ век и след това охридската пъстърва е аклиматизирана и във Власинското езеро, Сърбия, в някои водоеми в САЩ и на други места.

## Класификация
Заедно с белвицата (Salmothymus ohridanus или Acantholingua ohridanus) охридската пъстърва е един от двата представители в Охридското езеро на семейство Пъстървови (Salmonidae) и род Пъстърви (Salmo). Някои изследователи приемат, че белвицата принадлежи към отделен род - Acantholingua. Летницата е описана от Станко Караман през 1924 година в книгата му „Pisces Macedoniae“ (Split, 1924).

## Физически характеристики
Охридската пъстърва достига до 6-7 кг, макар че често тежината ѝ не надхвърля 1 кг. Отбелязани са случаи на екземпляри над 15 кг. Летницата има дължина от 25 до 60 cm. Цветът на тялото ѝ е кафеникав, по-тъмен на гърба, изсветляващ на корема до сребрист. По тялото си често има по-големи черни и по-малки червени петна.

## Подвидове
Подвидовете на Охридската пъстърва са три – Salmo letnica balcanicus, Salmo letnica tipicus и Salmo letnica aestivalis.

### Salmo letnica balcanicus
S. l. balcanicus (Karaman) или стружката пъстърва обитава северозападния край на Охридското езеро и най-горното течение на река Черни Дрим. Размножава се в литоралната зона на езерото - главно от изтичането на река Дрим при Струга до средата на пътя Охрид-Струга, а по-рядко на запад от Струга - при село Калища и по на юг, в албанската част на езерото. Размножава се предимно в края на декември и в първите двадесет дни на януари.

### Salmo letnica tipicus
S. l. tipicus (Karaman) обитава източния дял на езерото – от зоната срещу манастира „Свети Еразмо“ на север, до манастира „Свети Наум“ на юг. Размножаването ѝ започва през ноември, но основно протича през януари. За частта от популацията на този подвид, която хвърля хайвера си в сублиторалната зона срещу селата Пещани и Търпейца, размножаването ѝ протича през февруари и март.

### Salmo letnica aestivalis
S. l. aestivalis (Stef.) също обитава източната част на езерото.

## Екология
Традиционно към охридската пъстърва е ориентирана най-голяма част от риболовството в езерото, поради което през 1935 година с основаването на Хидробиологичния институт в Охрид (Хидробиолошки завод) започва нейното изкуствено размножаване. Тъй като популацията ѝ след 90-те години на ХХ век значително намалява, ловът ѝ е ограничен. Основните заплахи за популацията на летницата освен риболовът са замърсяването на водите на Охридското езеро и хибридизацията със сродни видове.